# USS Hancock (CV-19)
USS Hancock var et amerikansk hangarskib af Essex-klassen under 2. verdenskrig. Det var det fjerde skib med dette navn i den amerikanske flåde, opkaldt efter præsident John Hancock. Skibet var i tjeneste i den amerikanske flåde fra april 1944 til kort efter krigens afslutning. Det deltog i en række aktioner i Stillehavskrigen. Det blev moderniseret og genindsat i tjeneste fra begyndelsen af 1950'erne. Det gjorde tjeneste i Stillehavet og spillede en vigtig rolle i Vietnamkrigen, inden det blev taget ud af tjeneste i 1976 og solgt til ophugning.